# Prst
Prst je jeden z pěti pohyblivých útvarů ukončujících dlaň ruky (prst na nártu nohy se odborně nazývá prstec). Deset prstů na rukou je pravděpodobně důvod, proč lidstvo využívá v matematice desítkovou soustavu.

## Prsty
Prsty na rukou mají v češtině svá pojmenování:
|  | - palec (pollex, digitus primus) – nejlépe přizpůsobený prst lidského těla, který má vysokou pohyblivost. Palec se může volně pohybovat po prostoru, což mu umožňuje se dostávat do opozice k ostatním prstům. - ukazovák (index, digitus secundus) - prostředník (digitus medius, digitus tertius) - prsteník (digitus cordialis, digitus quartus) - malíček (digitus minimus, digitus quintus) – nejslabší prst lidského těla. Na ruce má důležitou funkci při držení předmětů. Na noze pozbývá své funkce a tak začíná zakrňovat. |

Pro krajní prsty na nohou (prstce) se používá také označení palec a malíček, střední tři prsty se obvykle nepojmenovávají.
Někteří obratlovci mají na končetině více či méně prstů než pět. Jeden z prvních pravěkých obojživelníků, Ichthyostega (svrchní devon, před 375 až 360 miliony lety) měl na končetinách šest až sedm prstů, příbuzný rod Acanthostega osm. Pětiprstost se zřejmě ustálila později.
U člověka je vrozený odlišný počet prstů považován za vývojovou poruchu chromozomálního původu. Stav, kdy má člověk prstů více, se nazývá polydaktylie nebo hyperdaktylie; mnohdy se stává, že jsou všechny prsty plně funkční. Šestiprstost figuruje i v mnoha mýtech (přisuzována bývá třeba andělům nebo mimozemšťanům), je u ní pozorován jistý vliv dědičnosti (historické mýty zmiňují šestiprsté rody či rasy) a některé odvážné hypotézy s jejím výskytem spojují i vznik dvanáctkové soustavy.

## Stavba
Prst je tvořen ze 3 článků (které se odborně nazývají falangy), obsahuje 3 kosti a 3 ohebné klouby a je zakončen nehtem. Palec je tvořen jen ze 2 kostí. Na spodní straně prstu jsou papilární linie, jejichž popisem a identifikací se zabývá daktyloskopie. Linie jsou pro každého jedince na světě unikátní a slouží k tomu, aby předmět uchopený prstem neklouzal.
Konečky prstů jsou po genitáliích místa s největší koncentrací receptorů tlaku a teploty.
Prsty jsou spojeny pomocí různě dlouhých metakarpálních (zápěstních) kůstek se zápěstím respektive s karpálními kůstkami.

## Funkce
Prsty nacházejí široké uplatnění v téměř všech lidských činnostech. Jejich primární účel je uchopování a manipulace s předměty. Přesná motorika prstů nachází uplatnění například při hře na hudební nástroj, jemných technických činnostech (hodinářství, chirurgie), při psaní na klávesnici a nesčetném množství dalších činností.
Prsty na rukou slouží také k neverbální komunikaci, existují kompletní jazyky využívající prsty, ale i specializované sady posunků mající určitý význam (používané například v armádě, dopravě či obecně ve společnosti – zdvižený prostředník a gestikulace). V různých kulturách se používají různé způsoby počítání na prstech. Prst nebo palec bývaly také tradičními jednotkami délky.
Zvláštní kapitolou jsou pak prsteny, které mají často za cíl vyjadřovat určitou informaci, například svatební prsten (osoba je vdaná a partnera tedy nehledá) nebo prsten cudnosti (nositel je panna či panic).